# زنان طبقه ششم
زنان طبقهٔ ششم (فرانسوی: Les Femmes du 6e étage‎) فیلمی فرانسوی در سبک کمدی به کارگردانی فیلیپ لو گی است که در سال ۲۰۱۰ منتشر شد.

## بازیگران
- فابریس لوکینی
- ساندرین کیبرلن
- کارمن مائورا
- لولا دوئنیاس
- اودره فلورو
- ناتالیا وربکه